# I Am Aubrey
I Am Aubrey es una película estadounidense pornográfica lanzada en septiembre de 2021 por el estudio Evil Angel y codirigida por varios cineastas, protagonizada por la actriz pornográfica transexual estadounidense Aubrey Kate, ganadora de varios premios de la industria norteamericana. Fue la cuarta y última entrega de la saga original I Am..., que inauguró I Am Katrina (2017) y completaron I Am Angela (2018) y I Am Riley (2019).

## Sinopsis
I Am Aubrey es una mirada en retrospectiva del trabajo de la tres veces galardonada con el Premio AVN a la Artista transexual del año, la actriz pornográfica transexual estadounidense Aubrey Kate (Las Vegas, Nevada; 7 de noviembre de 1992). El metraje intercala entrevistas con la propia Aubrey, secuencias documentales y las propias del género pornográfico. La cinta, también dotada del género del documental, queda conformada por cuatro escenas, cada una dirigida por un cineasta distinto. 
El metraje combina en su apartado imágenes entre bastidores, escenas propiamente sexuales y entrevistas personales en los que se da a conocer su infancia, cuando las muñecas Barbie eran una válvula de escape de las dificultades de ser una persona trans en una familia y un sistema escolar convencionales. Se rescata su atracción por la carrera pornográfica y el duro camino que le supuso alcanzar el estrellato. Aubrey pasea por su casa, por platós, con fans en una convención del sector y divirtiéndose por las calles de Nueva York. Mientras tanto, la película examina la evolución de la transexualidad en el porno y en la sociedad.
Dana Vespoli transmite el "glamour hollywoodiense" de Aubrey en una elegante escena de sexo con el actor Ramon Nomar. Las imágenes en blanco y negro muestran a Aubrey en opulenta lencería y agarrada a una larga pitillera. Del blanco y negro se pasa al color cuando los amantes se besan apasionadamente y se desnudan mutuamente, con una escena de garganta profunda y de sexo anal.
El actor y director Jonni Darkko presentó el apartado de "Blowbang", en la que Aubrey muestra su amor por tener relaciones con varios hombres a la vez. El vídeo muestra las deliciosas piernas y el impresionante escote de Kate, que luego adora oralmente cuatro erecciones, que acaban con una escena de corrida facial.
A Aubrey le gustó la idea de que dos dobles de Barbie jugaran con un chico en una escena, así que Kenzie Taylor se une a ella en "Pig-Tailed Dolls", un escenario clásico de Buttman dirigido por el cineasta John Stagliano. Ambas actrices, con tacones de stripper y pantalones cortos seducen a Ricky Larkin. La escena es una sucesión de diversión de distintas posturas y formas sexuales, con fetichismo de pies.
En la última escena, la también actriz transexual Chelsea Marie y Pierce Paris se unen a Aubrey en "Squirt Gun Three-Way", dirigida por la productora ejecutiva de la película y amiga de la actriz, Aiden Starr. La acción incluye una doble penetración anal de Marie y Paris sobre Aubrey.

## Recepción de la crítica
La película recibió críticas positivas en general de los críticos de la industria, con valoraciones elevadas en Adultempire. Un crítico del portal de AdultDVDTalk expresó que la cinta continuaba la altura de miras de sus tres predecesoras, y que era "una mirada increíble a su vida y su carrera".

## Premios y nominaciones
| Ceremonia                  | Resultado | Categoría                                            | Nominados                                 |
| -------------------------- | --------- | ---------------------------------------------------- | ----------------------------------------- |
| Fleshbot Awards            | Ganadora  | Película del año - transexual                        | —                                         |
| Fleshbot Awards            | Nominada  | Mejor escena - transexual                            | Aubrey Kate y Ramón Nomar                 |
| Fleshbot Awards            | Nominada  | Mejor escena grupal - transexual                     | Aubrey Kate, Chelsea Marie y Pierce Paris |
| Nightmoves                 | Nominada  | Best Star Showcase                                   | —                                         |
| Premios AVN                | Nominada  | Mejor dirección en producción de no narrativa        | Dana Vespoli                              |
| Premios AVN                | Nominada  | Mejor escena de blowbang                             | Aubrey Kate                               |
| Premios AVN                | Nominada  | Mejor escena de sexo transexual en grupo             | Aubrey Kate, Chelsea Marie y Pierce Paris |
| Premios AVN                | Nominada  | Mejor montaje                                        | John Stagliano                            |
| Premios AVN                | Ganadora  | Mejor película transexual                            | —                                         |
| Premios XBIZ               | Ganadora  | Película transexual del año                          | —                                         |
| Premios XBIZ               | Nominada  | Película performance del año                         | —                                         |
| Premios XBIZ               | Nominada  | Mejor escena de sexo en película performance         | Aubrey Kate y Ramón Nomar                 |
| Premios XBIZ               | Nominada  | Mejor escena de sexo en película de temática erótica | Aubrey Kate y Ramón Nomar                 |
| Premios XBIZ               | Nominada  | Mejor escena de sexo transexual                      | Aubrey Kate y Ramón Nomar                 |
| Premios XCritic            | Nominada  | Mejor no largometraje                                | —                                         |
| Premios XCritic            | Nominada  | Mejor dirección - no largometraje                    | Dana Vespoli                              |
| Premios XCritic            | Nominada  | Mejor lanzamiento transexual                         | —                                         |
| Transgender Erotica Awards | Ganadora  | Mejor DVD                                            | —                                         |
| Transgender Erotica Awards | Nominada  | Mejor escena de trío                                 | Aubrey Kate, Chelsea Marie y Pierce Paris |